# 芜菁黄花叶病毒目
芜菁黄花叶病毒目（学名：Tymovirales）是阿尔法超群病毒纲下的一个科。

## 下属分类
本科包括以下属：
- 甲型线状病毒科 Alphaflexiviridae
- 乙型线状病毒科 Betaflexiviridae
- 丁型线状病毒科 Deltaflexiviridae
- 丙型线状病毒科 Gammaflexiviridae
- 阿尔法超群病毒科 Tymoviridae